# Таран Леся Йосипівна
Таран Леся Йосипівна (*1 липня 1952, Красноярський край) — український громадський та політичний діяч, перший заступник голови Секретаріату партії «Єдиний центр», член Президії партії.

## Освіта
У 1976 р. закінчила Ужгородський державний університет, фізик, викладач фізики.
У 1998 р. закінчила Львівську філію Української Академії державного управління при Президентові України, магістр державного управління.

## Трудова діяльність
- 1976 — 1978 рр. — вчитель фізики;
- 1978 — 1994 рр. — на інженерних посадах на підприємствах Мінзв'язку;
- 1994 — 1997 рр. — заступник завідувача оргвідділу, керівник підвідділу з роботи з радами та депутатами Львівської ОДА, радник з питань організаційної роботи голови Львівської обласної ради;
- 1997 — 1998 рр. — керівник Секретаріату Української Республіканської партії (УРП).
- 1998 — 2000 рр. — заступник голови-керівник Секретаріату УРП.
- 2000 — 2002 рр. — заступник директора науково-аналітичного центру "Проект «Україна»;
- 04.2005 р. — 10.2007 р. — заступник керівника Регіонального департаменту Центрального виконавчого комітету партії «Народний Союз Наша Україна»;
- з 10.2007 р. — заступник голови Фонду розвитку громадянського суспільства;
- з 03.2008 року — голова Центрального виконавчого комітету Єдиного Центру;
- Нині — перший заступник голови Секретаріату партії Єдиний Центр.

## Громадська діяльність
- 1989 — 1990 рр. — член Української Гельсінської Спілки;
- 1990 — 2000 рр. — голова Шевченківської районної міста Львова організації УРП, член Ради Львівської обласної організації УРП, член Ради УРП, член Проводу УРП;
- 1990 — 1994 рр. — депутат Шевченківської м. Львова районної ради;
- 1994 р. — секретар Шевченківської окружної виборчої комісії на виборах народних депутатів України;
- 1994 р. — голова Шевченківської територіальної виборчої комісії на виборах депутатів місцевих рад м. Львова та секретар окружної виборчої комісії на виборах Президента України;
- 1994 — 1998 рр. — помічник-консультант народного депутата України (на громадських засадах);
- 02.2002 р. — 04.2005 р. — заступник керівника Регіонального департаменту Центрального штабу політичного блоку Віктора Ющенка «Наша Україна»;
- 04.2005 р. — 03.2008 р. — член Народного Союзу «Наша Україна», член Політичної Ради Партії.
- з березня 2008 р. — член Президії партії Єдиний Центр

Одружена. Виховує сина.

## Нагороди
- Відзнака Президента України — Хрест Івана Мазепи (18 листопада 2009) — за визначний особистий внесок у відстоювання національної ідеї, становлення і розвиток Української незалежної держави та активну політичну і громадську діяльність[1]
- Заслужений працівник соціальної сфери України (5 березня 2009) — за вагомий особистий внесок у соціально-економічний і культурний розвиток України, активну громадську діяльність, багаторічну сумлінну працю та з нагоди Міжнародного жіночого дня 8 Березня[2]